# Билорус, Олег Григорьевич
Олег Григорьевич Билорус (укр. Олег Григорович Білорус; род. 14 октября 1939, село Червоное, Фастовский район, Киевская область, УССР, СССР) — украинский политический деятель и дипломат.

## Образование
Киевский институт народного хозяйства, факультет экономики и управления промышленностью (1956—1960), инженер-экономист.
Кандидатская диссертация «Проблемы комбинирования производства в промышленности» (1966). Докторская диссертация «Проблемы экономики и организации объединений и комплексов (вопросы теории и методологии)» (1980).
Проходил научные стажировки в Белградском университете (Югославия), в Гарвардском и Колумбийском университетах (США).
Академик НАН Украины (отдел экономики, международный менеджмент, с апреля 2012), академик-учредитель АЭНУ (с марта 2009).

## Карьера
В 1960—1962 годах — инженер-экономист, замначальника, начальник планово-экономического отдела НПО имени Тараса Шевченко в Харькове.
В 1962—1979 годах — аспирант кафедры экономики промышленности, ассистент, старший научный сотрудник, старший преподаватель, доцент, замдекана, декан, проректор, первый проректор Киевского института народного хозяйства.
В 1979—1986 годах — директор Департамента промышленности, науки и техники секретариата ЕЕК ООН в Женеве.
В 1986—1989 годах — заместитель директора Института экономики Госплана УССР (Киев).
В 1989—1990 годах — заместитель директора — руководитель отделения Института экономики Академии наук Украины.
В 1989—1992 годах — генеральный директор (и основатель) Международного института менеджмента в Киеве, директор Института мировой экономики и международных отношений АНУ (с 1990-го).
В 1992—1994 годах — Чрезвычайный и полномочный посол Украины в США.
В 1996—1997 годах — советник Премьер-министра Украины Павла Лазаренко. Член «лазаренковского» Всеукраинского объединения «Громада», член президиума и заместитель председателя партии (в 1996—1999 годах).
В 1998—2002 годах — народный депутат Украины III созыва от ВО «Громада». Сперва входил во фракцию «Громада», затем — в отчасти созданную на её базе фракцию «Батькивщина». Работал в Комитете Верховной Рады по иностранным делам.
В тот же период вошел в созданное Юлией Тимошенко Всеукраинское объединение «Батькивщина». Заместитель лидера партии по идеологии, парламентской деятельности и международному сотрудничеству, член политсовета и президиума ВО. Один из самых давних и верных соратников Юлии Тимошенко.
В 2002—2006 годах — народный депутат Украины IV созыва от Блока Юлии Тимошенко (№ 6 в избирательном списке). Лидер фракции БЮТ. Глава подкомитета по глобальной безопасности, сотрудничеству и развитию Комитета ВР по иностранным делам.
В 2006—2007 годах — народный депутат Украины V созыва от БЮТ (№ 11 в списке). Вице-президент Парламентской ассамблеи ОБСЕ. Первый заместитель главы Комитета ВР по иностранным делам.
В 2007—2012 годах — народный депутат Украины VI созыва от БЮТ. Заместитель лидера фракции БЮТ Ивана Кириленко. Председатель Комитета ВР по иностранным делам.

## Семья
Отец Григорий Степанович (1908—1978) — учитель истории и географии, мать Валентина Григорьевна (1916) — работница. Супруга Лариса Ивановна (1945) — преподаватель-филолог. Сын Игорь (1968) — экономист. Дочь Ирина (1969) — филолог, юрист.

## Звания и научные труды
- Заслуженный деятель науки и техники Украины (с 1992).
- Заслуженный работник высшей школы СССР (1979).
- Дипломат года (США, 1994).
- Лауреат премий имени Александра Шлихтера АНУ (1989), имени Михаила Птухи НАНУ (2000).
- Отличник высшей школы СССР (1972, 1976).
- Генерал-полковник Казачьего Войска Запорожского (с 1999).
- Почётный охотник Украины (1970).
- Медаль «За доблестный труд» (1970).
- Почётная грамота Верховной Рады Украины (2005).
- Кавалер ордена князя Ярослава Мудрого V степени (23 июня 2009)[2]
- Дипломатический ранг — Чрезвычайный и полномочный посол Украины (с марта 1992).

Автор (соавтор) свыше 500 научных работ, в том числе 27 индивидуальных и коллективных монографий, учебников: «Экономика промышленности» (1968, 1972), «Механизмы народнохозяйственной интеграции» (1990), «Радикальная реформа управления экономикой» (1989), «Проблемы общественной организации промышленного производства» (1979), «Экономика промышленного производства» (1977, 1982), «Акционерные общества: организация и управление» (1992), «Проблемы теории и практики менеджмента» (1992), «Глобальные трансформации и стратегии развития» (1998), «Глобальные трансформации и стратегии развития» (2000), «Глобализация и безопасность развития» (2001; 2002 — русский), «Глобализация и национальная стратегия Украины» (2001), «Экономическая система глобализма» (2003; украинский, русский), «Глобальная перспектива и устойчивое развитие» (2005) и другие.